# Boris Pangerc
Boris Pangerc, slavist, pesnik, pisatelj, publicist, politik, kulturni delavec, * 3. avgust 1952, Dolina pri Trstu.

## Življenje in delo
Boris Pangerc se je rodil v Dolini, oče je bil Vincenc, kmet, mati Frančiška Petaros, kmetica. Obvezno šolanje (osnovno in nižjo srednjo šolo) je opravil v domači vasi, nato se je vpisal na Znanstveni licej France Prešeren v Trstu, kjer je maturiral leta 1972. Študij je nadaljeval na Filozofski fakulteti v Ljubljani, kjer je diplomiral leta 1978 iz slovenskega jezika in književnosti. Za eno leto se je zaposlil kot časnikar na Primorskem dnevniku (kjer je že prej sodeloval kot športni dopisnik), nato je poučeval v Dolini in pri Sv. Jakobu v Trstu ter na Državnem trgovskem tehničnem zavodu Žiga Zois. Od leta 1983 je dobil redno zaposlitev na Nižji srednji šoli s slovenskim učnim jezikom Simona Gregorčiča v Dolini, kjer je poučeval slovenščino, zgodovino in zemljepis. V šolskem letu 1994-95 je bil ravnatelj na slovenski Nižji srednji šoli Frana Levstika na Proseku (kasneje so šolo ukinili).
Boris Pangerc je pripravljal oddaje za Radio Trst A, sodeloval je tudi pri RTV Ljubljana in z Radiem Koper. Zbira ljudsko gradivo v Bregu in preučuje besedišče dolinskega govora, ki ga tudi zapisuje. O svojih raziskavah je objavil mnogo reportaž in člankov v Jadranskem koledarju in v Primorskem dnevniku. Že kot dijak je bil živahen v kulturnem življenju med Slovenci v Italiji, saj je bil med leti 1970-72 predsednik Slovenskega kulturnega kluba v Trstu, v letih 1979-1984 predsednik KD Valentin Vodnik v Dolini in nato odbornik društva, med leti 1989-1991 je bil prvi predsednik Združenja književnikov Primorske, leta 1994 pa predsednik pokrajinskega odbora Zveze slovenskih kulturnih društev za Tržaško. Ukvarjal se je tudi s politiko in je bil za dva mandata (med leti 1995-2004) izvoljen za župana občine Dolina, nato je bil v mandatu 2006-2011 tudi predsednik Tržaškega pokrajinskega sveta. Medtem je bil leta 2005 predsednik Koordinacijskega odbora za proslavo 60-letnice slovenskih šol v Italiji, leta 2007 pa predsednik Organizacijskega odbora Slovenskega slavističnega kongresa v Trstu.
Petje je vedno spremljalo Borisa Pangerca, saj je med leti 1974–78 študiral solopetje na glasbeni šoli Franca Šturma v Ljubljani pri prof. Majdi Hercogovi. Že leta 1973 se je pridružil Primorskemu akademskemu zboru V. Vodopivec v Ljubljani (bil je tudi tajnik društva). V letih 1976–78 je pel v mešanem ansamblu Ancilla Vocis v Ljubljani, med leti 1975–77 pri oktetu Majnica v Dolini, medtem med leti 1975–79 tudi v moškem zboru Valentin Vodnik v Dolini. Leta 1978 je sodeloval pri oživitvi Tržaškega okteta (od leta 1980 tudi predsednik, leta 2020 je napisal knjigo oktetu) in z njim prepeval do razpustitve leta 1998. Od leta 2012 do 2022 je bil član Mešanega pevskega zbora “Jacobus Gallus” iz Trsta (napisal je tudi knjigo o tej izkušnji). Odlikuje ga globoki bas.
Boris Pangerc se od leta 2001 navdušeno ukvarja tudi z oljkarstvom in proizvaja ekstra deviško oljčno olje visoke kakovosti, kateremu je dal ime »Dagla«. Za kvaliteto svojega olja je na specializiranih sejmih prejel že več nagrad. Na Tržaškem je bil leta 2007 med pobudniki salona kakovstnih ekstra deviških oljčnih olj, ki so ga poimenovali »Olio Capitale« in se še dogaja vsako leto v Trstu v začetku meseca marca.
Boris Pangerc izredno rad piše. Svojo prvo pesniško zbirko Amfora časa je izdal še kot študent leta 1972 pri založbi Mladika. Leto kasneje je pri Založništvu tržaškega tiska izdal knjigo črtic Beg pod daglo. Že kot dijak je objavljal pesmi in prozo v Literarnih vajah, v Mladiki, v Zalivu, v Mostu, Dnevu in še marsikje. Doslej je objavil ogromno knjig, bodisi pesmi kot proze, piše pa tudi članke in eseje. Marsikatero njegovo knjigo so tudi prevedli v italijanščino. V COBISSu je skoraj 300 rezultatov na geslo Boris Pangerc. Od leta 1984 je član Društva slovenskih pisateljev. Njegove poezije so uglasbili razni znani skladatelji, med katerimi Ubald Vrabec, Radovan Gobec, Dina Slama, Ignacij Ota. Leta 2005 je prejel nagrado Vstajenje za pesniško zbirko Odžejališče, nasploh je za posamezne pesmi večkrat prejel razne nagrade. Leta 2025 je izdal dvojezično pesniško zbirko v italijanščini in arabščini z naslovom: Una nuova stagione - مموسم جديد وسم جديد (Novi letni čas).